# 巴西利斯库斯
巴西利斯库斯（Basiliscus，？—477年）是東羅馬帝國皇帝（475－476年在位），利奥一世（457－474年在位）妻子维里娜的兄弟。
公元468年，巴西利斯库斯被任命为東羅馬帝國军队的最高统帅，远征北非驱逐汪达尔人，但却被盖萨里克在墨丘利（Mercurius，今突尼斯共和国卡本半岛）被彻底击败。但是维里娜取得了皇帝的特赦，免除了他的责任。475年1月，巴西利斯库斯发动政变，推翻并驱逐了登基不久的新皇帝芝诺。统治期间因支持基督一性论而引起很多人的不满。476年，芝诺在蛮族的帮助下返回首都，夺回皇位。巴西利斯库斯被放逐到卡帕多细亚并死在那里。